# 12 metri
Il 12 metri è una barca a vela da regata, la cui classe è riconosciuta dalla International Sailing Federation .

## Storia
Il primo 12 metri fu varato nel 1907 e l'anno successivo fece parte del programma di Giochi olimpici di Londra 1908. Questa imbarcazione è stata utilizzata in alcune edizioni dell'America's Cup già dal 1958.

### Giochi olimpici
| Classe   | 1908 | 1912 | 1920 | 1924 | 1928 | 1932 | 1936 | 1948 | Tot. |
| -------- | ---- | ---- | ---- | ---- | ---- | ---- | ---- | ---- | ---- |
| 12 metri | •    | •    | •    |      |      |      |      |      | 3    |